# Gordon Wallace (calciatore 1943)
Gordon Wallace (Dundee, 20 giugno 1943) è un allenatore di calcio ed ex calciatore scozzese, di ruolo attaccante.

## Palmarès

### Giocatore

#### Competizioni nazionali
- Coppa di Lega scozzese: 1

Dundee: 1973-1974
- Forfarshire Cup: 1

Dundee: 1970-1971

### Allenatore

#### Competizioni nazionali
- Scottish Challenge Cup: 1

Dundee: 1990-1991

#### Competizioni regionali
- Forfarshire Cup: 1

Dundee: 1989-1990